# ロライマ州

ロライマ州
Estado de Roraima

ロライマ州 (ロライマしゅう、Roraima ブラジルポルトガル語発音: [ʁoˈɾajmɐ] ( 音声ファイル)) は、ブラジル北部の州。人口は63万6707人（2022年）、州都はボア・ヴィスタ。ブラジルの州の中で最も人口が少なく、また最も北側に位置している。ほとんどの地域はアマゾン熱帯雨林に属している。略称は「RR」。ベネズエラおよびガイアナ国境にロライマ山がある。
実際のブラジルにおけるポルトガル語の読み方では「ホライマ」と発音する。

## 人種
白人が20.0%、混血が68.8%、黒人が7.4%、アジア人もしくはインディオが3.8%である。

## 隣接州
- クユニ＝マザルニ州
- ポタロ＝シパルニ州
- アッパー・タクトゥ＝アッパー・エセキボ州
- パラー州
- アマゾナス州
- アマソナス州
- ボリバル州

## 都市
- ボア・ヴィスタ

## 教育
- ロライマ連邦大学